# كونراد كريستنسن
كونراد كريستنسن (بالنرويجية البوكمول: Conrad Christensen)‏ (25 يناير 1882 – 30 ديسمبر 1950) هو ملاكم نرويجي راحل، مثّل بلاده في الألعاب الأولمبية الصيفية 1912.

## روابط خارجية
كونراد كريستنسن على موقع اللجنة الأولمبية الدولية (الإنجليزية)
- كونراد كريستنسن على موقع أوليمبيديا (الإنجليزية)